# Atherigona vittata
Atherigona vittata este o specie de muște din genul Atherigona, familia Muscidae, descrisă de William Joseph Rainbow în anul 1897.
Este endemică în Tuvalu. Conform Catalogue of Life specia Atherigona vittata nu are subspecii cunoscute.